# تولوین
تولوین (به اسپانیایی: Tolhuin) یک منطقهٔ مسکونی در آرژانتین است که در Tolhuin Department واقع شده‌است. تولوین ۵۴ کیلومتر مربع مساحت و ۲٬۹۴۹ نفر جمعیت دارد.